# Luna (Isabela)
Luna è una municipalità di quinta classe delle Filippine, situata nella Provincia di Isabela, nella Regione della Valle di Cagayan.
Luna è formata da 19 baranggay:
- Bustamante
- Centro 1 (Pob.)
- Centro 2 (Pob.)
- Centro 3 (Pob.)
- Concepcion
- Dadap
- Harana
- Lalog 1
- Lalog 2
- Luyao
- Macañao
- Macugay
- Mambabanga
- Pulay
- Puroc
- San Isidro
- San Miguel
- Santo Domingo
- Union Kalinga